# Conleth Hill
Conleth Seamus Eoin Croiston Hill (Ballycastle, 24 de novembro de 1964) é um ator norte-irlandês. Ele se apresentou em palcos em produções no Reino Unido, Irlanda, Canadá e Estados Unidos. Ele é mais conhecido pelo papel de Varys na série da HBO Game of Thrones (2011–2019). Ele ganhou dois prêmios Laurence Olivier e recebeu duas indicações ao Tony Awards.

## Vida pessoal
Conleth Hill nasceu em Ballycastle, na Irlanda do Norte. Ele tem um irmão mais velho que trabalha como cinegrafista, uma irmã que é produtora e um irmão mais novo, Ronan, que é engenheiro de som vencedor de quatro prêmios Emmy por sua mixagem em Game of Thrones.
Ele se formou no programa de atuação da Guildhall School of Music and Drama em 1989 após frequentar a Faculdade St MacNissi's.

## Carreira
Hill fez sua estreia na Broadway na peça Stones in His Pockets. Ele interpretou o professor alemão Max Staefel em uma adaptação televisiva de Goodbye, Mr Chips (2002). uma paródia do gênero de programas de talentos. Ele também desempenhou o papel de Edward Darby na série de televisão Suits, ao lado de sua co-estrela de Game of Thrones, Michelle Fairley.
De 2011 a 2019, Hill apareceu como Varys na série de televisão Game of Thrones, baseada na série de romances de George RR Martin, A Song of Ice and Fire. Martin disse em seu blog que achava que Hill seria uma boa escolha para interpretar o personagem-título em um programa de TV baseado no romance de ficção científica, Tuf Voyaging. Ele também interpretou Carlos Santini no episódio 4 da 3ª temporada de Derry Girls.

## Filmografia

### Filmes
| Ano  | Título | Papel                      | Notas                       |
| ---- | --- | -------------------------- | --------------------------- |
| 1994 | A Man You Don't Meet Every Day | Michael                    |                             |
| 1998 | Crossmaheart | Coulter                    |                             |
| 2003 | Intermission | Robert                     |                             |
| 2009 | Whatever Works | Brockman                   |                             |
| 2009 | Perrier's Bounty | Russ                       |                             |
| 2009 | National Theatre Live: All's Well That End's Well | Parolles                   |                             |
| 2011 | The Shore | Paddy                      | Curta                       |
| 2011 | National Theatre Live: The Cherry Orchard | Lopakhin                   |                             |
| 2011 | Salmon Fishing in the Yemen | Bernard Sugden             |                             |
| 2012 | Whole Lotta Sole | Barber                     |                             |
| 2012 | Keith Lemon: The Film | Delivery Man               |                             |
| 2014 | Shooting for Socrates | Jackie Fullerton           |                             |
| 2014 | Serena | Dr. Chaney                 |                             |
| 2014 | The Good Word | Da Taggart                 | Curta                       |
| 2015 | Two Down | Harry Montague             |                             |
| 2015 | A Patch of Fog | Sandy Duffy                |                             |
| 2016 | The Truth Commissioner | Johnny Rafferty            |                             |
| 2016 | Two Angry Men | Ritchie McKee              | Curta                       |
| 2017 | National Theatre Live: Who's Afraid of Virginia Woolf? | George                     |                             |
| 2018 | The Isle | Douglas Innis              | (Também produtor executivo) |
| 2019 | Official Secrets | Roger Alton                |                             |
| 2020 | Herself | Aido Deveney               |                             |
| 2020 | Here Are the Young Men | Mark Kearney               |                             |
| 2021 | To Olivia | Marty Ritt                 |                             |
| 2021 | Infinitum: Subject Unknown | Professor Aaron Östergaard |                             |
| 2023 | Tell Me a Creepy Story | Da Taggart                 |                             |
| 2026 | Three Bags Full: A Sheep Detective Movie\| data-sort-value="" style="background: #DDF; color: #2C2C2C; vertical-align: middle; text-align: center; " class="no table-no2" \| ASA | Pós-produção               |                             |

### Televisão
| Ano        | Título                                           | Papel                      | Notas                                                                             |
| ---------- | ------------------------------------------------ | -------------------------- | --------------------------------------------------------------------------------- |
| 1988       | Boon                                             | Second Pupil               | Series 3; Episódio: "Honourable Service"                                          |
| 1988       | Casualty                                         | Rob                        | Series 4; Episódio: "Day Off"                                                     |
| 1990       | ScreenPlay                                       | Soldier                    | Series 5; Episódio: "The Englishman's Wife"                                       |
| 1990       | Medics                                           | Liam McGuinness            | Series 1; Episódio: "Niall"                                                       |
| 1992       | Bunch of Five                                    | Roache                     | Episódio: "Blue Heaven" (Pilot for series Blue Heaven)                            |
| 1992       | On the Up                                        | Deliveryman                | Series 3; Episódio: "The Golf Tournament"                                         |
| 1992       | Screen One                                       | Neil                       | Series 4; Episódio: "Trust Me"                                                    |
| 1993       | The Bill                                         | Michael White              | Series 9; Episódio: "Hard Evidence"                                               |
| 1994       | Blue Heaven                                      | Roache                     | Episódios 1–6                                                                     |
| 1994       | Lit by Love and Sunshine                         | Narrator                   | [ 14 ]                                                                            |
| 1995       | Casualty                                         | Theo                       | Series 9; Episódio: "Duty of Care"                                                |
| 1995       | Crown Prosecutor                                 | Neville Osborn             | Episódio 9                                                                        |
| 1996       | Out of the Deep Pan                              | Derek                      | Telefilme                                                                         |
| 2000       | Meaningful Sex                                   | Carl                       | Curta                                                                             |
| 2001       | TV to Go                                         | Con                        | Episódio 2                                                                        |
| 2002       | Goodbye, Mr. Chips                               | Max Staefel                | Telefilme                                                                         |
| 2007       | Ronni Ancona & Co                                | Various roles              | Episódios 1–3                                                                     |
| 2007       | The Life and Times of Vivienne Vyle              | Jared                      | Episódios 1–6                                                                     |
| 2008       | Britain's Got the Pop Factor...                  | Geraldine's Mum            | Telefilme                                                                         |
| 2011–2019  | Game of Thrones                                  | Lord Varys                 | Papel recorrente (temporada 1), papel principal (2–8)                             |
| 2012       | Little Crackers                                  | Sharon's Dad               | Series 3; Episode 11: "Sharon Horgan's Little Cracker: The Week Before Christmas" |
| 2013       | Suits                                            | Edward Darby               | 6 episódios                                                                       |
| 2014       | Inside No. 9                                     | Stevie                     | Series 1; Episódio: "Tom & Gerri"                                                 |
| 2014       | That Day We Sang                                 | Frank                      | Telefilme                                                                         |
| 2014       | Sherlock                                         | Uncredited role            | Episódio: "The Empty Hearse"                                                      |
| 2015       | Foyle's War                                      | Sir Ian Woodhead           | Episódio: "Elise"                                                                 |
| 2015       | Arthur & George                                  | Sergeant Upton             | Episódios 1–3                                                                     |
| 2017       | Stan Lee's Lucky Man                             | Reverend Anthony Huxley    | Series 2; Episódio: "Playing with Fire"                                           |
| 2017       | Peter Kay's Car Share                            | Elsie                      | Series 2; Episódio: "The Smurf"                                                   |
| 2018       | Dave Allen at Peace                              | John Tynan-O'Mahony        | Telefilme                                                                         |
| 2018       | 12 Monkeys                                       | Interpol Agent Bonham      | Series 4; Episódios: "Ouroboros" e "45 RPM"                                       |
| 2018       | Hang Ups                                         | Jon Pitt                   | 4 episódios                                                                       |
| 2019       | Doc Martin                                       | Dr. Edward Mullen          | Series 9; Episódios: "Paint It Black" and "Equilibrium"                           |
| 2019       | Dublin Murders                                   | Superintendent O'Kelly     | Episódios 1–8                                                                     |
| 2019–2024  | Vienna Blood                                     | Mendel Liebermann          | 12 episódios                                                                      |
| 2022       | Magpie Murders                                   | Alan Conway                | Episódios 1–6                                                                     |
| 2022       | St. Mungo's                                      | Pronsias Stevenson         | Telefilme                                                                         |
| 2022       | Holding                                          | Sgt. PJ Collins            | Episódios 1–4                                                                     |
| 2022       | Why Didn't They Ask Evans?                       | Dr. Alwyn Thomas           | Minissérie                                                                        |
| 2022       | Derry Girls                                      | Carlos Santini             | Series 3; Episódio: "The Haunting"                                                |
| 2023       | The Lovers                                       | Philip                     | Episódios 1 & 6                                                                   |
| 2023, 2025 | The Power of Parker                              | Martin Parker              | 12 episódios                                                                      |
| 2024       | 3 Body Problem                                   | Pope Gregory XIII          | Series 1; Episódio: "Destroyer of Worlds"                                         |
| 2024       | Inside No. 9                                     | Party Guest                | Series 9; Episode 6: "Plodding On"                                                |
| 2024       | The Cleaner                                      | Brennan                    | Series 3; Episode 4: "The Lighthouse"                                             |
| 2024       | Moonflower Murders                               | Alan Conway                | Episódios 1, 2 & 4–6                                                              |
| 2025       | Suspect: The Shooting of Jean Charles de Menezes | Commissioner Sir Ian Blair | Episódios 1–4                                                                     |

### Video games
| Ano  | Título          | Papel      | Notas                            | Ref. |
| ---- | --------------- | ---------- | -------------------------------- | ---- |
| 2012 | Game of Thrones | Lord Varys | Baseado no seriado de mesmo nome |      |

### Audiolivros
| Ano  | Livro                                       | Personagem | Editor              | Ref.   |
| ---- | ------------------------------------------- | ---------- | ------------------- | ------ |
| 2008 | Tamburlaine: Shadow of God by John Fletcher | Hafez      | BBC Worldwide Ltda. | [ 17 ] |
| 2009 | Zurich (The Wire) by Pearse Elliott         | Narrador   | BBC Worldwide Ltda. | [ 18 ] |